# Henryka Wanda Łazowertówna
Henryka Wanda Łazowertówna (ur. 19 czerwca 1909 w Warszawie, zm. w sierpniu 1942 w obozie zagłady w Treblince) – polska poetka.

## Życiorys

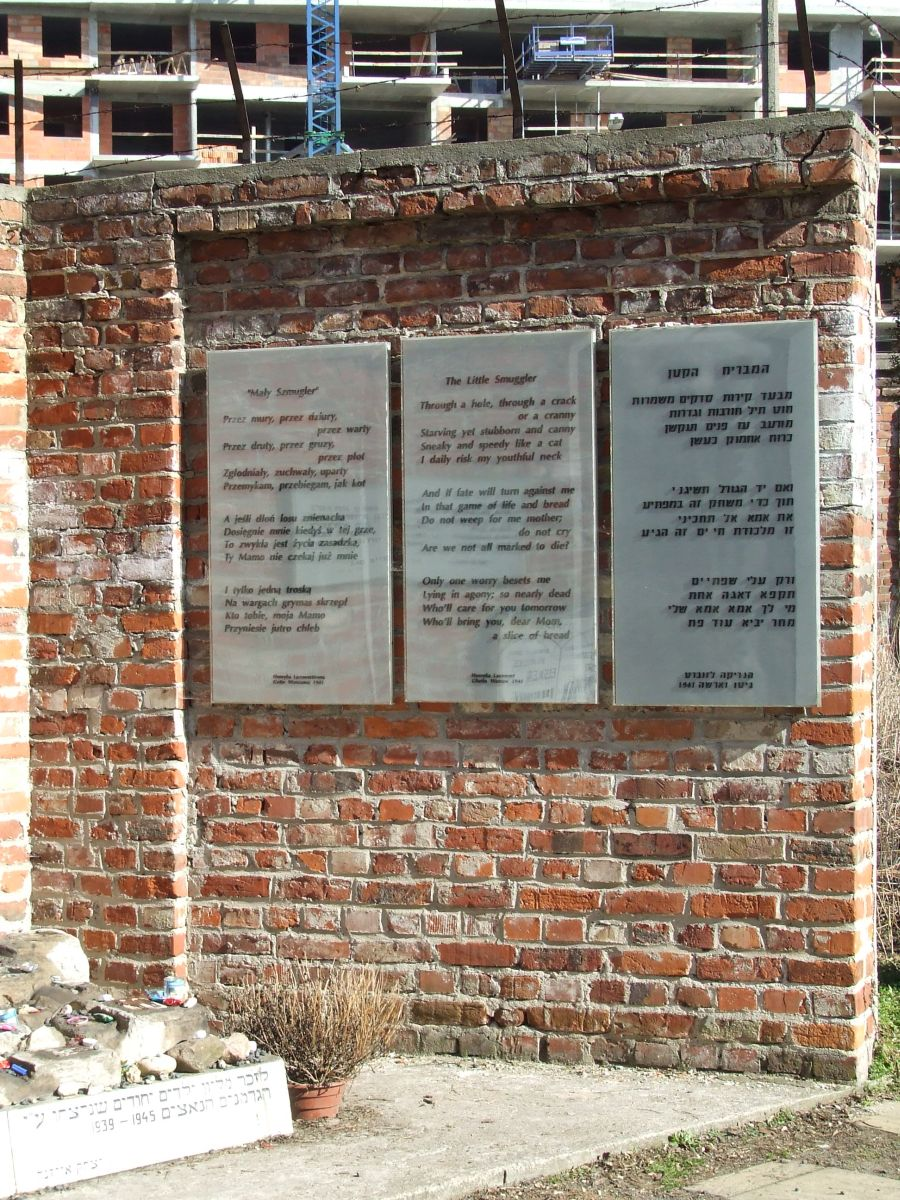
Wiersz Mały szmugler Łazowertówny na pomniku Pamięci Dzieci – Ofiar Holokaustu na cmentarzu żydowskim w Warszawie

Była córką Maksymiliana i Blumy Łazowertów, jej matka była nauczycielką.
Studiowała jako wolny słuchacz filologię polską i romańską na Uniwersytecie Warszawskim, w 1930 otrzymała nagrodę w konkursie literackim za wiersz Stara panna. Po ukończeniu studiów otrzymała stypendium Ministerstwa Wyznań Religijnych i Oświecenia Publicznego, dzięki któremu kontynuowała naukę na wydziale filologii francuskiej na Université Stendhal w Grenoble. Po powrocie do Warszawy rozpoczęła współpracę z czasopismami literackimi „Droga” i „Plon”.
Od 1935 należała do warszawskiego oddziału Związku Zawodowego Literatów Polskich, brała udział m.in. w organizacji dziesiątej rocznicy śmierci Stefana Żeromskiego. W 1938 opublikowała opowiadanie Wrogowie, traktujące o silnym antysemityzmie w polskim społeczeństwie. Mimo niewielkich dochodów jej pasją było kolekcjonowanie książek.
Przed 1939 mieszkała z matką przy ulicy Siennej w Warszawie. Po utworzeniu getta jej mieszkanie znalazło się w tzw. małym getcie. W dzielnicy zamkniętej zaangażowała się w działalność organizacji charytatywnej CENTOS, która opiekowała się osieroconymi i bezdomnymi dziećmi, których w getcie przybywało. Emanuel Ringelblum zaangażował Henrykę Łazowertównę do prac kancelaryjnych w Samopomocy Żydowskiej (Alejnhilf). Pisała podania, redagowała treść ulotek, a także współtworzyła Archiwum Ringelbluma. Opisywała losy ludności żydowskiej walczącej o przeżycie i skazanej na zagładę. Mimo ciężkich warunków nadal tworzyła, napisała m.in. poemat Mały szmugler.
Chorowała na płuca, od wiosny 1940 usiłowała opuścić Warszawę i przenieść się z matką do Krakowa, ale z braku środków finansowych było to niemożliwe. Przyjaciele proponowali jej ukrycie po „aryjskiej stronie”, ale podobno odmówiła tłumacząc, że jest potrzebna dzieciom z CENTOSU. W czasie wielkiej akcji deportacyjnej latem 1942 trafiła wraz z matką na Umschlagplatz. Samopomoc Żydowska usiłowała wyłączyć ją z transportu, ale ponieważ wiązałoby się to z odłączeniem od matki – odmówiła pomocy. Dokładna data wywiezienia do obozu zagłady w Treblince i śmierci nie jest znana.

## Twórczość
Jej będąca w kręgu Skamandra twórczość obejmuje liryki, które poza odzwierciedleniem emocjonalności poetki poruszają tematykę społeczno-patriotyczną. Wielu krytyków (m.in. Józef Łobodowski) zarzucało jej sympatie lewicowe, ale wynikały one z poczucia niesprawiedliwości społecznej i próby odrzucenia obowiązujących w otoczeniu form ucisku. Do podjęcia tego tematu skłoniły ją osobiste wspomnienia, była świadkiem jak członkowie Falangi w 1930 przed bramą Uniwersytetu Warszawskiego wyciągali z tłumu i bili studentów o semickich rysach twarzy. Łazowertówna, mimo żydowskiego pochodzenia, odważnie przeszła przez bramę. Tak pisze o tym Tadeusz K. Gierymski:
I na niedobry czas, na czas pogardy, przypadły młodzieńcze lata tej warszawianki. Jako wolna słuchaczka filologii polskiej i romańskiej na Uniwersytecie Warszawskim odczuła wrogość młodzieży prawicowej. Opowiedziała Kozikowskiemu jak ją ogarnął strach, gdy, dochodząc do bramy uniwersytetu, widziała jak oenerowcy z pałkami i kastetami bili studenta o wybitnie semickich rysach. Wahała się, czy dalej iść, czy zawrócić. Przemogła lęk. „Choćby mieli mnie nawet zabić, nie cofnę się” powiedziała. Przeszła nie zatrzymywana. A o winie, jaką mogła czuć, wiedzą tylko ci, którzy podobnie bezradni jak ona, lub słabi, jak większość z nas, przeszli kiedyś mimo potrzebującego pomocy człowieka.

## Publikacje

### Kolekcje wierszy
- Zamknięty pokój (1930)[9]
- Imiona świata (1934)

### Oddzielne wiersze
- „O zachodzie słońca” (Pamiętnik Warszawski (Warszawa), vol. 3, Nos. 7–9, July–September 1931, page 88)
- „Noc na ulicy Śliskiej” (Droga: miesięcznik poświęcony sprawie życia polskiego (Warszawa), vol. 14, No. 4, 1935, str 365)
- „Mały szmugler” (c.1941; pierwsza publikacja: Pieśń ujdzie cało...: antologia wierszy o Żydach pod okupacją niemiecką, comp., ed., & introd. M M. Borwicz, Warsaw, [n.p.], 1947, stron  115–116) (For an English translation, see e.g., Patricia Heberer, Children during the Holocaust, Lanham (Maryland), AltaMira Press (in association with the United States Holocaust Memorial Museum), 2011, p. 343. ISBN 978-0-7591-1984-0, ISBN 0-7591-1984-8.)

### Proza
- „Anna de Noailles” (On Anna de Noailles; Droga: miesięcznik poświęcony sprawie życia polskiego (Warszawa), vol. 13, No. 4, 1934, stron  399–401)
- Wrogowie: opowiadanie (Nowy Głos (warszawska gazeta żydowska), vol. 2, No. 120, kwiecień 30, 1938, str 6. Alegoria, nie bez nadziei, o wrogości rasowej pomiędzy Żydami i nie-Żydami w Polsce.)